# جورجي ديرميندزهايف
جورجي ديرميندزهايف (بالبلغارية: Георги Дерменджиев)‏ (4 يناير 1955 ببلوفديف في بلغاريا - ) هو مدرب كرة قدم ولاعب كرة قدم بلغاري في مركز الدفاع. لعب مع سلافيا صوفيا وFC Yantra Gabrovo ‏.

## روابط خارجية
- جورجي ديرميندزهايف على موقع الاتحاد الأوربي (الإنجليزية)
- جورجي ديرميندزهايف على موقع قاعدة بيانات كرة القدم.إي يو (الإنجليزية)